# (1003) Лилофея
(1003) Лилофея (нем. Lilofee) — астероид главного пояса, который принадлежит к светлому спектральному классу S и входит в состав семейства Фемиды. Он был открыт 13 сентября 1923 года немецким астрономом Карлом Вильгельмом Райнмутом в обсерватории Хайдельберг-Кёнигштуль. Назван в честь героини германской народной песни «Прекрасная юная Лилофея» (нем. Die schöne junge Lilofee).

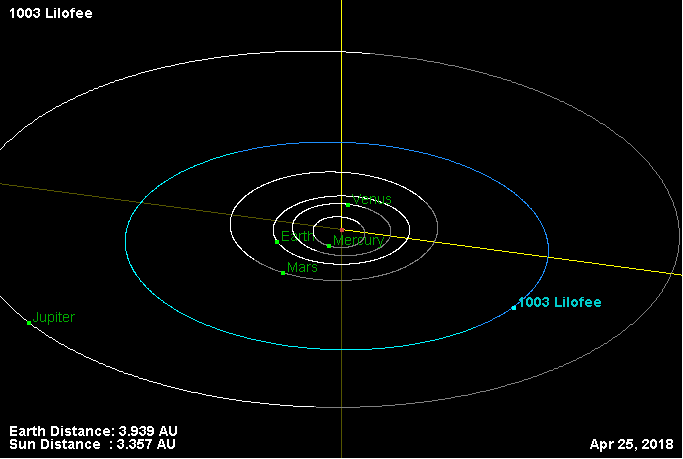
Орбита астероида Лилофея и его положение в Солнечной системе

Тиссеранов параметр относительно Юпитера — 3,190. 